# Gunila Bielke
Gunila Johansdotter Bielke (25 de junho de 1568 – 19 de julho de 1597) foi a segunda esposa do rei João III e Rainha Consorte da Suécia de 1582 até 1592. Era filha de João Axelsson Bielke, ex-governador da Gotalândia Oriental, e sua esposa Margarida Axelsdotter Posse. Durante seu casamento Gunila reconhecidamente atuou como conselheira política de João e influenciou muitas de suas decisões relacionadas a religião.